# Nečujam
Nečujam is een plaats op het eiland Šolta in de Kroatische provincie Split-Dalmatië. De plaats telt 80 inwoners (2001).